# Zarječa
Zarječa je naseljeno mjesto u sastavu općine Doboj, Republika Srpska, BiH.

## Stanovništvo
| Zarječa            |              |
| godina popisa      | 1991.        |
| Srbi               | 341 (97,43%) |
| Hrvati             | 4 (1,14%)    |
| Muslimani          | 0            |
| Jugoslaveni        | 3 (0,86%)    |
| ostali i nepoznato | 2 (0,57%)    |
| ukupno             | 350          |